# Yelán-Kolénovski
Yelán-Kolénovski (ruso: Ела́нь-Коле́новский) es un asentamiento de tipo urbano de Rusia, perteneciente al raión de Novojopiorsk de la óblast de Vorónezh.
En 2021, el asentamiento tenía una población de 3274 habitantes. En su territorio hay dos pedanías, los posiolki de Gorelyye Olji y Soglásiye, pero actualmente ambas pedanías están despobladas.
Se ubica a orillas del río Yelán, a medio camino entre Novojopiorsk y Tálovaya.

## Historia
Fue fundado en 1936, en tierras del pueblo de Yelán-Koleno, para albergar la que en aquel momento era la mayor fábrica de azúcar de la Unión Soviética. En 1939 adoptó el estatus de asentamiento de tipo urbano. La fábrica de azúcar sigue funcionando con más de seiscientos trabajadores, por lo que en 2014 fue incluido en la lista de localidades rusas en riesgo económico por depender de una sola industria.